# اريك هولاند
اريك هولاند (بالإنجليزية: Eric Holland)‏ هو سياسي نيوزلندي، ولد في 28 يونيو 1921، وتوفي في 1 يوليو 1989. انتخب عضو مجلس النواب نيوزيلندا.